# Taeniophyllum trukense
Taeniophyllum trukense är en orkidéart som beskrevs av Noriaki Fukuyama. Taeniophyllum trukense ingår i släktet Taeniophyllum och familjen orkidéer. Inga underarter finns listade i Catalogue of Life.